# Kostel Všech svatých (Lipov)
Kostel Všech svatých je římskokatolický chrám v Lipov v okrese Hodonín. Jde o farní kostel lipovské farnosti.

## Historie
V první polovině 15. století byl v Lipově vybudován jednolodní kostel. Tento gotický kostel byl silně poškozen za tureckých vpádů v roce 1663, později provizorně opraven a roku 1790 k němu byla přistavěna věž. Když chátrající budova hrozila zřícením, bylo rozhodnuto o nové stavbě a tak v roce 1878 byl na místě strženého gotického kostela postaven kostel současný. 

## Popis
Jde o jednolodní stavbu s vestavěnou dřevěnou emporou. Čtvercová věž je postavena nad předsíní, přístupná je dvěma bočními schodišti. Presbytář má klenutý portál, loď kostela je zastropena plochým stropem.